# Stenoptera peruviana
Stenoptera peruviana là một loài thực vật có hoa trong họ Lan. Loài này được C.Presl miêu tả khoa học đầu tiên năm 1827.